# 高崎商科大学短期大学部
高崎商科大学短期大学部（日语：／ Takasaki Shōka Daigaku  Tanki Daigakubu *），简称商短（しょうたん），是一所位于日本群马县高崎市的私立短期大学。

## 概要

### 简介
- 学校最早可以追溯到1906年[1]。短期大学为于1988年开办[1]、由学校法人高崎商科大学经营。

### 历史
- 1988年 高崎商科短期大学成立并同时设置商学科[1]。
- 1993年 秘书科成立[注 2][1]。
- 2000年 商学科招生最后[2]。
- 2001年 改校名为高崎商科大学短期大学部。秘书科变更为现代商务学科[注 2][1]。
- 2004年 今年3月31日商学科停办[2]。

### 宪章
- 请参看高崎商科大学短期大学部的标志 （日語） 2013年12月6日阅览。

## 学校环境
- 校区：在群马县高崎市

## 历任校长
- 依光良馨：第一代短期大学校长[3]。
- 渊上勇次郎：现在短期大学校长[4]

## 组织

### 学科
- 现代商务学科[注 2]

### 前学科
- 商学科[注 1]

### 专科
| - 没有 |

### 业余课程
| - 没有 |

## 相关链接
- 日本短期大学列表
- 高崎商科大学